# Distrito electoral local 3 de Tabasco
El Distrito Electoral Local 3 de Tabasco es uno de los 21 Distritos Electorales en los que se encuentra dividido el territorio del estado de Tabasco. Su cabecera es la Ranchería Melchor Ocampo, en el municipio de Cárdenas, Tabasco.
Desde la redistritación de 2016 está formado por 51 secciones electorales ubicadas su totalidad en el municipio de Cárdenas.

## Distritación actual

### Distritación electoral de 2016
El 30 de noviembre de 2016, el acuerdo del Consejo Estatal del Instituto de Electoral y de Participación Ciudadana de Tabasco determinó establecer la cabecera del Distrito Electoral Local 3 de Tabasco en la Ranchería Melchor Ocampo, en el municipio de Cárdenas, Tabasco y conformarlo de la siguiente manera:
- Municipio de Cárdenas: 51 secciones, de la 90 a la 100, de la 103 a la 106, de la 108 a la 1 1 1, de la 117 a la 125, 127, de la 129 a la 134, de la 1 36 a la 140, y de la 144 a la 154.

## Distritaciones anteriores

### Distritación electoral de 1996
La distritación electoral local de 1996 estableció el distrito en el municipio de Centla y su cabecera distrital en la cabecera municipal, Frontera.

### Distritación electoral de 2002
La redistritación de 2002 mantuvo el distrito en el municipio de Centla, con cabecera distrital en la cabecera municipal, Frontera.

### Distritación electoral de 2011
El acuerdo del Consejo Estatal del Instituto de Electoral y de Participación Ciudadana de Tabasco (IEPCT) publicado en el Periódico Oficial del Estado de Tabasco, el 24 de noviembre de 2011 estableció que el Distrito Electoral Local 3 de Tabasco tuviera cabecera en la ciudad de Cárdenas, y cambió la ubicación geográfica del municipio de Centla a al municipio de Cárdenas.

## Diputados por el distrito
| Diputado                      | Partido por el que fue electo (a)                                                                                          | Grupo Parlamentario                  | Legislatura       | Periodo                                           | Cabecera Distrital |
| ----------------------------- | --- | ------------------------------------ | ----------------- | ------------------------------------------------- | ------------------ |
| Julio César Vidal Pérez       | Partido Revolucionario Institucional                                                                                       | Partido Revolucionario Institucional | LVI Legislatura   | 1 de enero de 1998 - 31 de diciembre de 2000      | Centla             |
| Pedro Rodríguez Reyes         | Partido Revolucionario Institucional                                                                                       | Partido Revolucionario Institucional | LVII Legislatura  | 1 de enero de 2001 - 31 de diciembre de 2003      | Centla             |
| Luis Federico Pérez Maldonado | Partido de la Revolución Democrática                                                                                       | Partido de la Revolución Democrática | LVIII Legislatura | 1 de enero de 2004 - 31 de diciembre de 2006      | Centla             |
| Julio César Vidal Pérez       | Coalición por el Bien de Todos Partido de la Revolución Democrática Partido del Trabajo Movimiento Ciudadano               | Partido de la Revolución Democrática | LIX Legislatura   | 1 de enero de 2007 - 31 de diciembre de 2009      | Centla             |
| Óscar Castillo Mocha          | Partido Revolucionario Institucional                                                                                       | Partido Revolucionario Institucional | LX Legislatura    | 1 de enero de 2010 - 31 de diciembre de 2012      | Centla             |
| Jovita Segovia Vázquez        | Coalición Movimiento Progresista por Tabasco Partido de la Revolución Democrática Partido del Trabajo Movimiento Ciudadano | Partido de la Revolución Democrática | LXI Legislatura   | 1 de enero de 2013 - 31 de diciembre de 2015      | Cárdenas           |
| Alfredo Torres Zambrano       | Candidatura Común Partido de la Revolución Democrática Partido Nueva Alianza                                               | Partido de la Revolución Democrática | LXII Legislatura  | 1 de enero de 2016 - 4 de septiembre de 2018      | Cárdenas           |
| Tomás Brito Lara              | Candidatura Común Movimiento Regeneración Nacional Partido del Trabajo                                                     | Movimiento Regeneración Nacional     | LXIII Legislatura | 5 de septiembre de 2018 - 4 de septiembre de 2021 | Cárdenas           |
| Euclides Alejandro Alejandro  | Movimiento Regeneración Nacional                                                                                           | Movimiento Regeneración Nacional     | LXIV Legislatura  | Por iniciar                                       | Cárdenas           |